# Centre culturel tibétain Khawa Karpo
Le Centre culturel tibétain Khawa Karpo, (tibétain : ང་ཚོའི་སྐོར། Khawa Karpo-Tibet Culture Centre (KTC)) est une association à but non lucratif basée à Dharamsala en Inde.
Cette association a été fondée en 2003 par un groupe de Tibétains en exil. 

## But
L'objectif de KTC est d'aider les Tibétains à pratiquer et protéger leurs valeurs culturelles et a surmonter des contraintes externes et internes. Cette vision est dirigée par les principes de non-violence et de compassion.  

## Activités
Pour intensifier le processus démocratique tibétain en cours en exil, le KTC cherche à promouvoir la culture tibétaine et la cause tibétaine par des journaux, et médias électroniques. Les membres fondateurs de KTC sont des lettrés qui ont suivi des études intensives, religieuses et laïques sous la direction de grands professeurs tibétains.  
Les membres du KTC appartiennent à une plus jeune génération qui a grandi sous la direction du 14e Dalai Lama. Ils sont préparés à endosser les responsabilités pour continuer la lutte et informer au sujet de la situation au Tibet. Les Tibétains au Tibet ont le grand espoir que les Tibétains en exil continueront à soutenir les traditions culturelles tibétaines, qu'eux-mêmes au Tibet ne peuvent pratiquer librement sous la gouvernance de la Chine. Par les activités de KTC, ses membres veulent construire une société tibétaine forte et gagner le soutien à la fois interne (du Tibet) et international pour sa cause. 

## Membres
Kelsang Gyaltsen Bawa est cofondateur du Centre culturel tibétain Khawa Karpo.
Ghang Lhamo est éditeur et journaliste au KTC, écrivant en Chinois pour Bangchen, un journal de la presse tibétaine.